# Florentio Maschera
Florentio Maschera, parfois Mascara Fiorenzo (Brescia, 1540–1584) est un compositeur et organiste italien, de la Renaissance tardive.

## Biographie
Florentio Maschera est probablement l'élève de son père, Bartolomeo Maschera, employé comme professeur de latin et musicien de la cathédrale de Brescia. L'enseignement qu'il aurait reçu de Claudio Merulo, d'après le témoignage de Costanzo Antegnati doit être mis en doute, car Merulo travaillait à Brescia quand Maschera était à Venise. Ils étaient plutôt des concurrents pour le poste d'organiste à la Basilique Saint-Marc de Venise. 

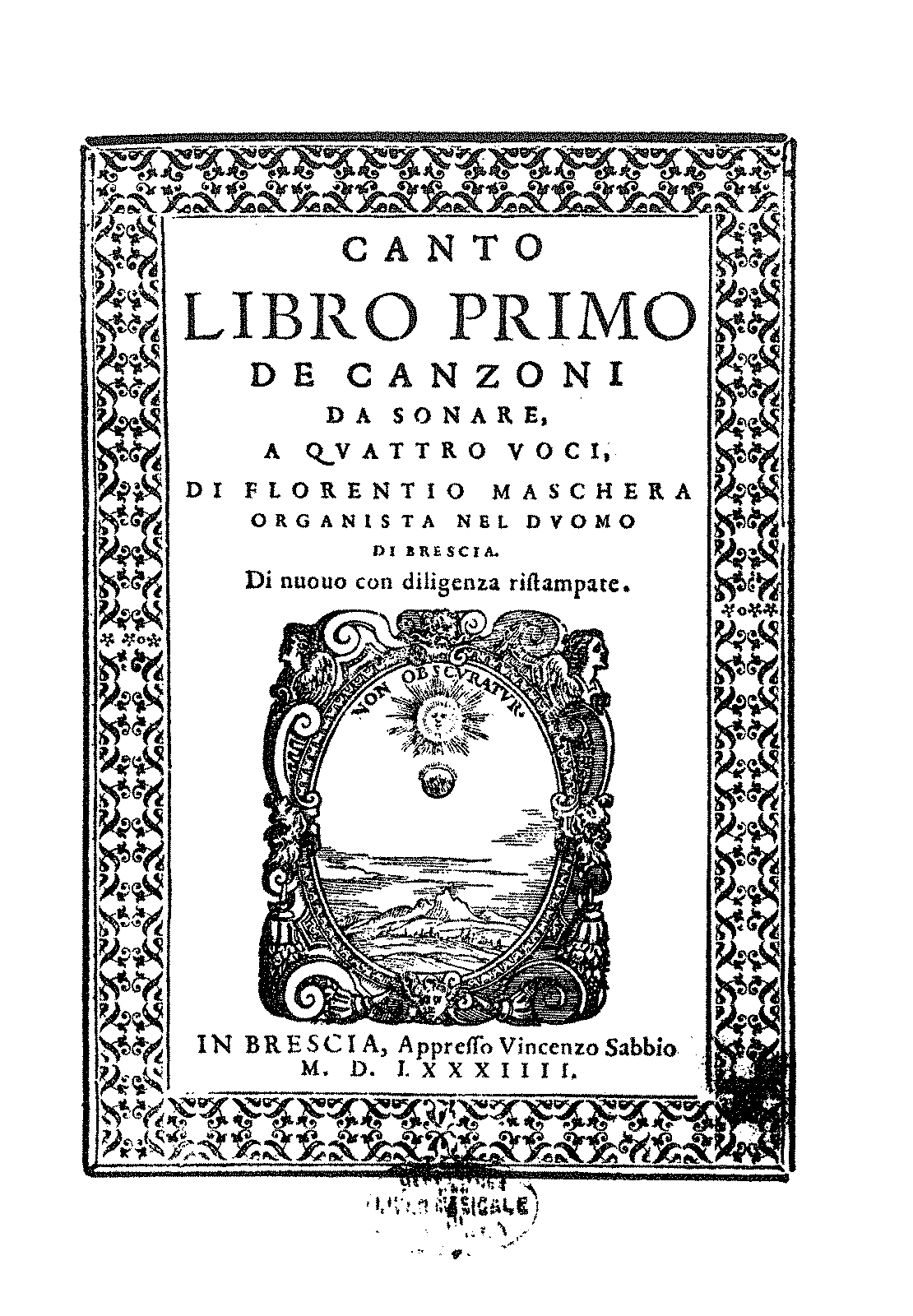
Page de titre du Libro primo de canzoni da sonare de Florentio Maschera, imprimé à Brescia en 1584, sur la presse de Vincenzo Sabbio.

Le premier emploi de Maschera comme organiste au couvent de « Santo Spirito à Isola » avant de Venise. Le 22 août 1557, au départ, il perçoit un salaire de 180 Lires organiste de la cathédrale de Brescia, qui au début du XVIIe siècle est remplacée par une construction baroque. Le 6 avril 1573, Maschera reçoit une consécration ecclésiastique de l'Évêque de Crémone, ce qui lui permet sans doute de percevoir des recettes cléricale, les prébendes. Son successeur,  Costanzo Antegnati (1549–1624) reprend son poste en juillet 1584. Maschera est souvent en rapport avec un luthier de Brescia, Gasparo da Salò, et mentionné comme un excellent gambiste. Ottavio Rossi (1570–1630) écrit dans ses Elogi historici di Bresciani illustri (1620) : Maschera Nel tasteggiar le viole fù giudicato inimmitabile (« Maschera dans le jeu de la viole était jugé inimitable »),. Il s'agirait d'une viola da braccio et non d'une viole de gambe.

## Œuvre
Maschera reste connu surtout par ses 21 canzone instrumentales à quatre voix, parues en, 1582, sous le titre de Libro primo de canzoni : da sonare a quattro voci. Elles sont parmi les œuvres italiennes anciennes conservées, spécialement conçues et publiées pour un ensemble instrumental et non comme d'habitude issues de canzone vocales. Des réimpressions de l'ouvrage sont parues en 1584 et 1588, puis la septième et dernière en 1621. Cependant, deux des canzone sont publiées dès 1574, dans les Tabolatura citthara de Paolo Virchi (1551–1610). 
D'autres œuvres de Mascheras sont imprimées entre 1574 et 1617 dans diverses anthologies, en Italie et en Allemagne. Les quatre parties des œuvres conviennent au jeu sur un instrument à clavier, mais il va de soi que les travaux étaient destinés à un ensemble instrumental, surtout quand on considère la réputation de Maschera en tant que violiste et violoniste.

## Discographie
- Libro primo de canzoni da sonare - Liuwe Tamminga, orgues historiques (2008, Passacaille) (OCLC 359402211)